# Sihepeng
Sihepeng is een bestuurslaag in het regentschap Mandailing Natal van de provincie Noord-Sumatra, Indonesië. Sihepeng telt 5859 inwoners (volkstelling 2010).